# فرودگاه هاوکسبوری (شرق)
فرودگاه هاوکسبوری (شرق) (به انگلیسی: Hawkesbury (East) Airport) یک فرودگاه همگانی است که یک باند فرود چمن دارد و طول باند آن ۶۱۰ متر است. این فرودگاه در کشور کانادا قرار دارد و در ارتفاع ۶۱ متری از سطح دریا واقع شده‌است.